# فرودگاه منچستر سیتی
فرودگاه منچستر سیتی (به انگلیسی: City Airport Manchester) (به زبان بومی: Manchester/Barton Aerodrome) یک فرودگاه همگانی است که یک باند فرود چمن دارد و طول باند آن ۶۲۱ متر است. این فرودگاه در شهر منچستر کشور انگلستان قرار دارد و در ارتفاع ۲۲ متری از سطح دریا واقع شده‌است.